# Monotoma gotzi
Monotoma gotzi is een keversoort uit de familie kerkhofkevers (Monotomidae). De wetenschappelijke naam van de soort werd in 1981 gepubliceerd door Holzschuh & Lohse.